# RAF Gaza
RAF Gaza bylo letiště Royal Air Force během druhé světové války nacházející se v současném pásmu Gazy, pravděpodobně na místě hraničního přechodu Karni.

## Historie
Během druhé světové války bylo RAF Gaza používáno řadou perutí Royal Air Force, včetně letek 33, 45, 127, 208, 318 a 451. Na letišti měla základnu letecká důstojnická škola č. 2, a během let 1941 – 1942 i Řecká cvičná letka. Letiště bylo používáno jako blízkovýchodní muniční sklad od července do září 1942. Bylo využíváno v roce 1941, a pravděpodobně bylo poprvé použito dříve. RAF Gaza bylo na místě dnešního přechodu Karni mezi pásmem Gazy a Izraelem. I když žádné zbytky letiště dnes nejsou viditelné, britská betonová silnice spojující letiště s muničními sklady (nachází se asi 6 km jižně od letiště, dodnes patrné) je viditelná a v dobrém stavu.